# Ос, Питер Герардус ван
Питер Герардус ван Ос (нидерл. Pieter Gerardus van Os; 8 октября 1776, Гаага — 28 марта 1839, там же) — нидерландский художник.
Потомок нескольких поколений художников. Брат Георга Якоба Иоганна ван Оса. Художником стал и его сын Питер Фредерик ван Ос.
Известен преимущественно идиллическими пейзажными картинами — часто включавшими изображения коров, навеянные работами Паулюса Поттера. В 1808 г. картина ван Оса «Холмистый пейзаж с коровами» получила от короля Людовика Бонапарта премию за лучший пейзаж на первой выставке новейшего голландского искусства. Принимал участие в походах Наполеона и оставил многочисленные зарисовки сражений и быта французской армии.

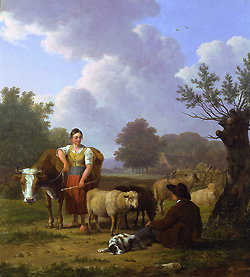
«У дороги»
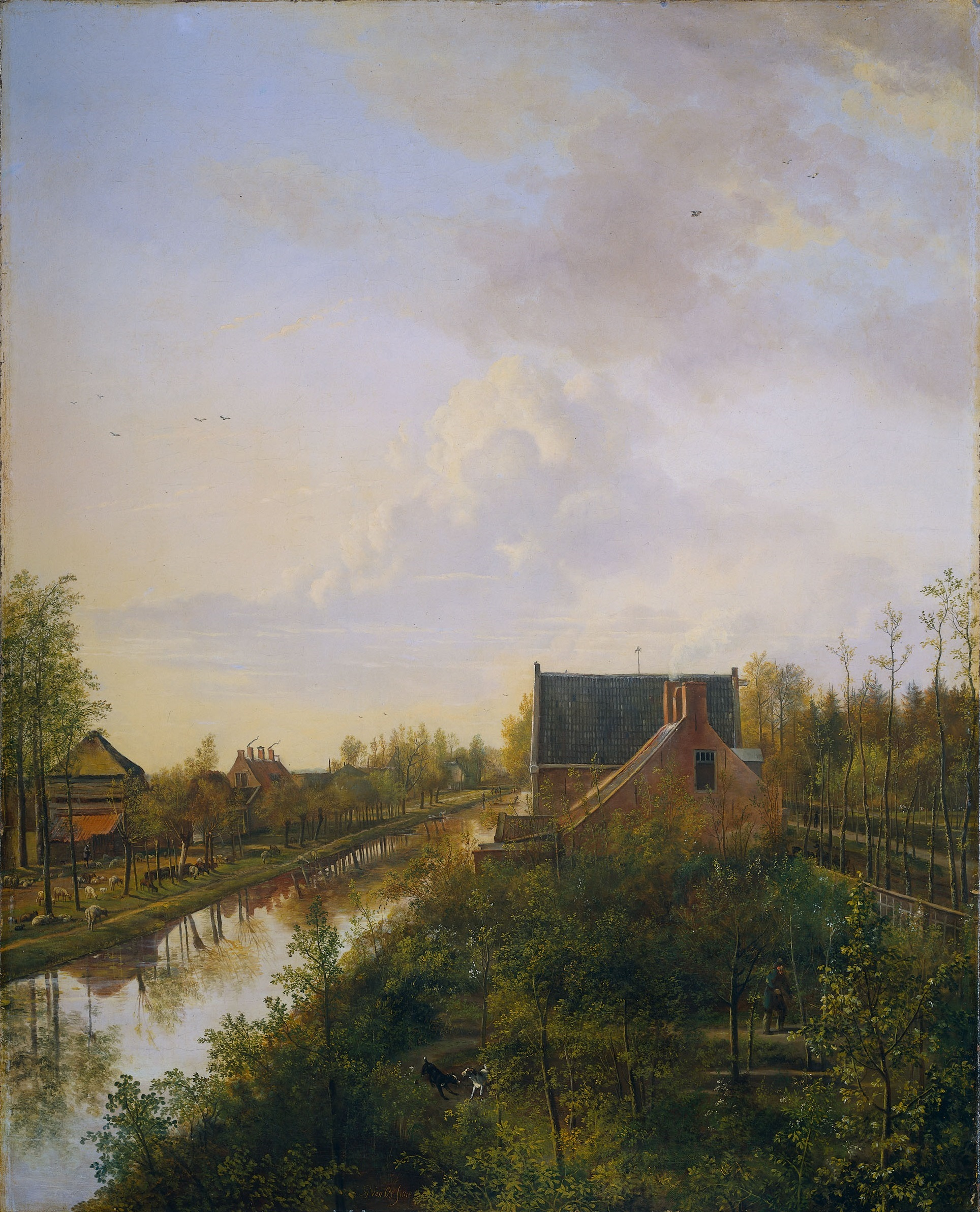
«Канал в Гравеланде»
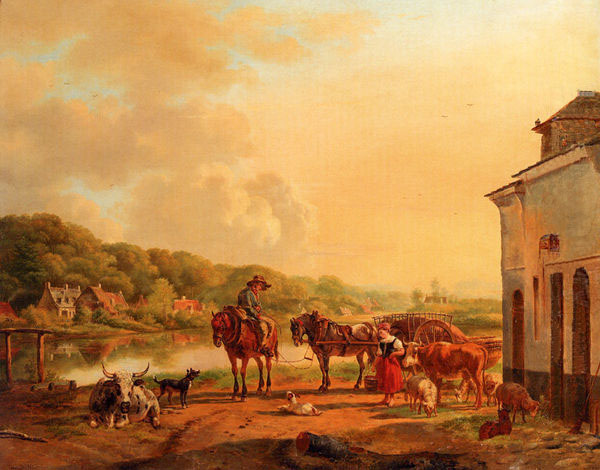
«Пейзаж с освещённой солнцем рекой и беседующими у амбара крестьянами»